# 文化大革命發動五十週年
2016年5月16日是中華人民共和國發動無產階級文化大革命的五十週年，中國共產黨黨報公開表態，否定文革，稱其“完全錯誤”；中国大陆民间发起部分纪念活动；世界各地也出現了不同形式的紀念活動。

## 背景
無產階級文化大革命，簡稱文革，是中華人民共和國始於1966年的一場持續十年的政治運動，根據中国共产党第十一届中央委员会第六次全体会议〈關於建國以來黨的若干歷史問題的決議〉的定性，文化大革命是一場「領導者（毛澤東）錯誤發動，被反動集團（林彪集團和江青集團）利用，給黨、國家和各族人民帶來嚴重災難的內亂”。
2016年5月10日，中華人民共和國官媒《人民日报》在第2版发表了中国共产党中央委员会总书记习近平于2016年1月18日在“省部级主要官员参加的专题研讨班”上的讲话，讲话中两次谈及“文革”，称文革是“十年浩劫”，批判「文革」同世界隔绝，這被认为是习近平在否定“文革”。 习近平在這之前的言行和個人崇拜，曾被評稱“有重返文革的嫌疑”。

## 中國大陸

### 官方態度
文化大革命發動五十週年的5月16日當天，中華人民共和國官方没有举行任何纪念活动，也沒有表態。有消息稱中宣部於五月发出了禁令，要求中國大陸媒体不得在网络及社交媒介上发表与文革相关的内容。有評論指出，中國大陸当局对反思文革的文章和活动加以诸多限制，但其对歌颂文革的活动卻不作出干扰。曾發表反對毛澤東文章的學者茅于軾被上局禁言。
而官媒《人民日报》則在次日（17日）的凌晨12点整點发出了署名“任平”的评论〈以史为鉴是为了更好前进〉，强调否定“文革”的態度。
|  | 历史已充分证明，“文化大革命”在理论和实践上是完全错误的，它不是也不可能是任何意义上的革命或社会进步。 |

|  | 《历史决议》把“文化大革命”时期同作为政治运动的“文化大革命”区分开来，把“文化大革命”的错误理论与实践同这十年的整个历史区分开来，有力回击了借否定“文化大革命”来否定党的历史、否定党的领导和社会主义制度的错误观点。 |

|  | 我们一定要牢牢记取“文革”的历史教训，牢牢坚持党对“文革”的政治结论，坚决防范和抵制围绕“文革”问题来自“左”的和右的干扰，既不走封闭僵化的老路，也不走改旗易帜的邪路，而要毫不动摇走中国特色社会主义道路。 |

隨後《环球时报》也发表了一篇类似口吻、署名“单仁平”（总编辑胡锡进的笔名）的评论〈“文革”已被彻底否定〉。

### 民間氛圍
文革五十週年前夕，中國大陸发起大量怀念或歌颂文革的活动，有評論之爲“文革热”和“文革复辟思潮”，如：
- 5月2日，“56朵花少女合唱团”在北京人民大会堂演出，曲目多是文革时著名红歌，如《大海航行靠舵手》等，被原中央统战部官員马晓力上书斥责爲「文革再现」。中国军事学院出版社社长辛子陵稱，这股思潮受到一些中共高层人士的支持，目的是干扰需要进一步推进的反腐敗運動。[10]
- 5月8日，有陕西人士在西安举行“纪念文革5.16通知发表50周年座谈”。
- 5月14日，大连举行的国际徒步日的游行中，出现一横排毛泽东像被“大海航行靠舵手”等“文革标语”拱卫的游行队伍。
- 中國大陸网站“乌有之乡”重温文革歌曲，发表《红歌516首》歌曲集。[8]

中國大陸網絡上出現部分對「文革」的反思，有网站策划出文革专题欄目，卻被迅速删除。

### 文革博物館被圍封
中国大陸唯一一座關於文革的紀念館，位於廣東汕頭的文革博物馆被围封，所有题词、石碑等都被遮盖。据香港《明报》报道，原本入口处刻有“首座文革博物馆”字样的牌坊，被一张写有“社会主义核心价值观宣传活动”的横幅遮擋，两侧“天壤独存浩劫史，人间最重是非心”的对联、“反思”、“警醒”的字样被“社会主义核心价值观”和印有中共党徽和五星红旗的海报覆盖。而在博物馆内，叶剑英铜像和藏有众多资料及文物的塔楼则被竹棚、塑料板围住。

### 《炎黃春秋》延遲出版
中國大陸《炎黄春秋》2016年五月号杂志因刊登渲染反思文革五十周年的稿件，引起部分读者的不满，被主管单位要求删减而延迟出版，最終五月号刊登的涉及文革的文章只有三篇。據報道，《炎黄春秋》在多月前已开始组织反思文革五十周年的稿件。期间，被上级部门要求“低调”，最后把稿件压缩到五篇，但仍然无法通过审查。
中國大陸《乌有之乡》网刊发文《马晓力发难与〈炎黄春秋〉第五期被依法封杀》，对《炎黄春秋》提出了激烈的抨击，称《炎黄春秋》是“伪造历史、颠覆历史的大本营。”“其手段之下作、造谣之无耻，到了令人发指的地步。说它是一份反党反社会主义的杂志，似乎并不过份”。

## 香港
4月，《戚本禹回忆录》由香港中国文革历史出版有限公司出版。在书前扉页上，作者戚本禹写道：“谨以此书纪念毛泽东发动无产阶级文化大革命五十周年！戚本禹，2016.3.1”
5月15日，香港“毛澤東思想學會”邀請的百余信仰毛泽东思想的人士於港举行以「继承主席遗志，弘扬文革精神」为主题的纪念文革座谈会，並在九龍城遊行集會，慶祝文革發動50周年，参加者多上了年纪，身穿印有“毛泽东思想万岁”的红色襯衫、戴红星帽、手举红标语，上写“批臭死不改悔的走资派邓小平”、“只有共产主义能够救中国”。

香港《蘋果日報》記者赴廣西採訪了文革時的食人事件。
另據BBC中文網記者蔡曉穎香港報道，粵劇《毛澤東》於10月1日至5日在香港北角新光戲院上映。

## 美國
5月13日，“告诉你一个真实的文革——文革五十周年（1966～2016）反思图片展”在美國紐約法拉盛第一银行二楼画廊开幕。美国汉学家，哥伦比亚大学政治系教授、东亚研究所主任黎安友出席了开幕式。該地同時召开了“文革五十周年”研讨会。
美国加州州立大学洛杉矶分校中国当代历史研究者宋永毅及其团队挖掘出广西壮族自治区党委对各地“处理文革遗留问题”的报告，取名《广西文革机密档案资料》，于2016年6月以电子书形式出版。
8月4日，独立出版人“一笑文化传播”出版了《1966–1983: 毛主席的红小兵——你所不知到的真实故事：一个山村男孩的别样童年》一书，书中作者回忆了他在广西农村与文革同年出生，1971年上小学，于1975年参加红小兵，并经历“四人帮”垮台及改革开放初期的个人经历。作者在结束语中认为“文革是中华文化自我完善的一次大革命”。

## 德國
柏林墨卡托中国研究中心開展了一场座谈会。會上有觀點稱，中国大陸领导人一直在试探人民对文革的反应；若放手让民间公开讨论，结果不是去挖掘丑陋的黑暗面，就是刻意强调光明面，造成社会的撕裂，所以官方宁愿选择不去反省文革。

## 相关评论
香港《明報》發表社評指出，「文革五十年，中共左右爲難」。
对于《人民日报》的评论文章，《纽约时报》評論指出这是中共党内出现的有关文革50周年的最高级别的公开评论。《金融时报》評論認爲，北京当局寻求以此压制中國大陸的“左派”。有評論指出，該文是来自中共最高层的决定。法輪功媒體評論認，中國大陸出現“文革熱”的舆情，是爲轉移習近平反腐中對江澤民和曾慶紅的抓捕，深夜發文之舉是习近平阵营针对刘云山文宣系统的强势回击。
明镜新闻分析指出，該文把文革从文革十年的歷史中剥离开来，否定文革，而肯定中共的领导；將《历史决议》引申成“两个分开”、与习近平的“两个三十年互不否定主張”合理挂钩。文章中对文革的评价用的是“内乱”一詞（出自关于建国以来党的若干历史问题的决议），而非“浩劫”，也被某些人士解读为“给罪恶的文革洗地”。